# 徳大寺実通
徳大寺 実通（とくだいじ さねみち）は、室町時代後期の公卿。官位は正二位権大納言・右近衛大将。初名は実規。父は左大臣徳大寺公胤。母は畠山尚順の娘。養子に内大臣徳大寺公維。

## 経歴
永正16年（1519年）に従五位上に叙爵。以降、侍従・左近衛中将などを歴任、大永7年（1527年）に従三位となり公卿に列する。その後、権中納言を経て、天文元年（1532年）に権大納言に就任。またこの年に実通と改名。しかし経済的に困窮し、天文3年（1534年）に最初の北国下向。天文5年（1536年）には一度帰京し、従二位・正二位と昇進し、天文11年（1542年）右近衛大将。しかし天文14年（1545年）に京都で戦乱がおこった際に再び北国へ逃れ、越中国放生津城へ入ったが、同地で神保長職により殺害された。享年33。
これを受けて朝廷では徳大寺公維を実通の養子とし、徳大寺家を継がせた。

## 系譜
- 父：徳大寺公胤
- 母：畠山尚順の娘
- 妻：吉田兼満の娘
  - 養子：徳大寺公維 - 近衛尚通の子[1]、公式上は久我通言の次男。